# أنا ليفين
أنا ليفين (بالإنجليزية: Anna Thomson)‏ هي ممثلة أمريكية، ولدت في 18 سبتمبر 1953 بنيويورك في الولايات المتحدة.

## أعمال

### أفلام
- (1987) وول ستريت[5]
- (1988) طائر[6]
- (1992) غير مغفور[7][8]
- (1994) الغراب[9]
- (1994) طفل خارج المنزل
- (1995) فتيان أشقياء[10][11][12]

## وصلات خارجية
- أنا ليفين على موقع IMDb (الإنجليزية)
- أنا ليفين على موقع ميتاكريتيك (الإنجليزية)
- أنا ليفين على موقع روتن توميتوز (الإنجليزية)
- أنا ليفين على موقع قاعدة بيانات الأفلام العربية
- أنا ليفين على موقع ألو سيني (الفرنسية)
- أنا ليفين على موقع تيرنر كلاسيك موفيز (الإنجليزية)
- أنا ليفين على موقع أول موفي (الإنجليزية)
- أنا ليفين على موقع قاعدة بيانات الأفلام السويدية (السويدية)
- أنا ليفين على موقع قاعدة بيانات الأفلام السويدية (السويدية)
- أنا ليفين على موقع قاعدة بيانات الفيلم (الإنجليزية)